# Omar Awadhy
Omar Awadhy (auch Omar Alawadhi; * 16. Januar 1982 in Dubai) ist ein emiratischer Tennisspieler.

## Karriere
Omar Awadhy spielte 2001 erstmals bei Profi-Turnieren. Dabei bekam er für das Turnier in ATP Dubai eine Wildcard, wo er dem Rumänen Andrei Pavel glatt unterlag. Über seine gesamte Karriere hinweg profitierte Awadhy von weiteren Wildcards bei Turnieren in Dubai und Doha im Einzel und Doppel, wo es ihm aber nie gelang wenigstens einen Satz für sich zu entscheiden. Abgesehen von den Turnieren der ATP World Tour spielte der Emirati ausschließlich Turniere auf der unterklassigen ITF Future Tour, wo er maximal das Halbfinale erreichen konnte. In seiner Karriere konnte er trotzdem ein Preisgeld von rund 150.000 US-Dollar erspielen, da bei den World-Tour-Turnieren auch Geld beim Ausscheiden in der ersten Runde ausgezahlt wird. In der Weltrangliste erreichte er mit Rang 805 im Juli 2003 seine beste Platzierung im Einzel sowie mit Rang 1005 im Doppel.
Für die Davis-Cup-Mannschaft der Vereinigten Arabischen Emirate ist Awadhy mit einer Bilanz von 93:45 Rekordspieler – mit großem Abstand vor Mahmoud-Nader Al Baloushi (40:54). Ab 1996 spielte er in insgesamt 86 Begegnungen für sein Land und hat dabei mehr Matches gewonnen als alle anderen Spieler des Landes zusammen.